# Josef Věntus
Josef Věntus (Kylešovice, 1931. február 17. – 2001. december 29. Európa-bajnok és olimpiai bronzérmes cseh evezős.

## Pályafutása
Az 1960-as római olimpián és az 1964-es tokiói olimpián nyolcasban bronzérmes lett. Az Európa-bajnokságokon egy arany-, és két bronzérmet szerzett.

## Sikerei, díjai
- Olimpiai játékok
  - bronzérmes (2): 1960, Róma (nyolcas), 1964, Tokió (nyolcas)
- Európa-bajnokság
  - aranyérmes: 1956
  - bronzérmes: 1957, 1963